# Jutta Dolle
Jutta Dolle (* 1975 in Coesfeld) ist eine deutsche Film- und Theaterschauspielerin.

## Leben
Jutta Dolle absolvierte ihre Schauspielausbildung von 2004 bis 2007 an der Berliner Schule für Schauspiel. Sie lebt in Köln.

### Theater
Dolle spielte als Gast an Theatern unter anderem in Berlin und Aachen und wirkte am Theater Tiefrot und am Horizont Theater in Köln bei mehreren Produktionen mit. So spielte sie zum Beispiel die Spelunken Jenny in der Dreigroschenoper, verschiedene Rollen in Macbeth, die Helena in Ein Sommernachtstraum, mehrere Rollen in Ödipus, da unter anderem auch Kreon und Teiresias und die Rolle der Frau Kramer in Draußen vor der Tür.

### Film und Fernsehen
Sie war von 2016 bis 2024 als Greta Adam, die Frau der von Katja Danowski gespielten Vicky Adam, in der ARD-Krimiserie Rentnercops zu sehen. 2016 spielte sie außerdem die Femme fatale, eine Hauptrolle in A Different Set of Cards.

## Filmografie (Auswahl)
- 2006: In the Cut (Kurzfilm, Ausbildungsproduktion)
- 2010: Handy (Kurzfilm)
- 2012: Die Rache der Wanderhure (Fernsehfilm)
- 2013: Heiter bis tödlich: Zwischen den Zeilen (Fernsehserie, 1 Folge)
- 2013, 2014, 2015: PUR+ (Fernsehserie, 4 Folgen)
- 2016, 2024: SOKO Köln (Fernsehserie, 2 Folgen)
- 2016: A Different Set of Cards
- 2017–2024: Rentnercops (Fernsehserie, 13 Folgen)
- 2018: Heldt (Fernsehserie, 1 Folge)
- 2019: Lindenstraße (Fernsehserie, 1 Folge)
- 2019: Elias (Kurzfilm)
- 2019: Das große Scheitern
- 2020: Mann, Sieber!
- 2020: Friesland: Gegenströmung (Fernsehreihe)
- 2022: Klara Sonntag: Liebe macht blind (Fernsehreihe)
- 2025: WaPo Duisburg (Fernsehserie, Folge Super Urlaub)